# Sorry Somehow
Sorry Somehow è un EP del gruppo musicale statunitense Hüsker Dü, pubblicato nel 1986.

## Tracce
Side 1
1. Sorry Somehow
2. All This I've Done For You

Side 2
1. Flexible Flyer
2. Celebrated Summer
3. Fattie

## Formazione
- Grant Hart - batteria, voce
- Bob Mould - chitarra, voce
- Greg Norton - basso, voce